# جانوس زابو
جانوس زابو (بالمجرية: Szabó János)‏ (11 يوليو 1989 ميشكولتس المجر - ) هو لاعب كرة قدم مجري يلعب كمدافع.

## وصلات خارجية
جانوس زابو على موقع الاتحاد الدولي (مؤرشف)  (الإنجليزية)
- جانوس زابو على موقع الاتحاد الأوربي (الإنجليزية)
- جانوس زابو على موقع اتحاد المجر (الهنغارية)
- جانوس زابو على موقع قاعدة بيانات كرة القدم.إي يو (الإنجليزية)
- جانوس زابو على موقع ناشيونال فوتبول تيمز (الإنجليزية)
- جانوس زابو على موقع Soccerway.com (الإنجليزية)